# Hegedűs János (főjegyző)
Hegedűs János (Kis-Kún-Szabadszállás, 1858. december 24. – Mezőtúr, 1923. január 19.) főjegyző, helytörténész, anyakönyvi felügyelő.

## Életútja
Apja néptanító volt. A gimnáziumot Nagyszalontán, Mezőtúron, Sárospatakon és Debrecenben végezte; a jogot a budapesti egyetemen hallgatta. Tanulása közben több helyütt nevelősködött és iskoláinak végeztével előbb ügyvédek mellett dolgozott, majd a közjegyzői pályára lépett. 1885-88-ban Szapárfalván volt jegyző. Utóbb e pályától megvált ugyan, de idejének és tehetségének nagy részét a községi jegyzők érdekében fejtette ki. Később Torontál megye aljegyzője és a megye jegyzői szaktanfolyam tanára volt Nagybecskereken. Ő kezdeményezte s alapította a torontálmegyei jegyzői szaktanfolyamot, mely nemcsak a megyében, de az egész országban az első volt.
Szépirodalmi cikkei s útleírásai a helyi lapokban jelentek meg; közigazgatási cikkei a Községi Közlönyben, Uj Községi Közlönyben.
Szerkesztette a krassó-szörénymegyei Jegyzői Értesítő c. szaklapot 1885-86. Szapárfalván; Nagybecskereken a Községi Lapokat 1890-91-ben; szerkesztette a Jegyzői Almanachot (1892, 1893 és 1894-re) és 1895. január 3-tól a Községi Közigazgatás c. hetilapot.

## Munkái
- Bereghi leányok. Elbeszélés. Lugos, 1886.
- Jegyzői szigorlat. Kézikönyv községi s körjegyzők, községi előljárók... számára. Kecskemét, 1888.
- Ismétlő könyv a jegyzői vizsgára készülők számára, kérdések és feleletekben. Mezőtúr. 1888.
- Magyar örökösödési eljárás körüli teendői a községi és körjegyzőknek. Nagy-Becskerek, 1889.
- Községi ügyviteli szabályok. Nagy-Becskerek. 1891. Két kötet. (2. kiadás.)
- Magyar közjog az alkotmány politikával. Nagy-Becskerek. 1891. (Kézirat gyanánt.)
- Községi pénzügytan. Elméleti és gyakorlati kézikönyv, tekintettel a nemzetgazdaság, pénzügytan s számvitel általános elveire. Nagy-Becskerek, 1891.
- Magyar közigazgatási jog bevezető s általános része a kormányzati politikával. Nagy-Becskerek, 1892.
- Tiszti irálytan. Nagy-Becskerek, 1892.
- A községekről szóló 1886. XXII. törvényczikk. A kapcsolatos törvényekkel, nemkülönben a m. kir. belügyministeriumnak elvi jelentőségű concret határozataival s jelesebb közigazgatási szakférfiaknak a törvény egyes vitás eseteire vonatkozó fejtegetéseivel ellátva. Bpest, 1892. (2. kiadás. Nagy-Becskerek, 1894.)
- Közigazgatási törvénytár, a fennálló törvények és rendeletekből, kisérve a m. k. miniszteriumok elvi jelentőségű határozataival és felső biróságaink döntvényeivel. Bpest, 1894.
- Az 1877. XXII. t.-cz. a községi biráskodásról. Kiegészítve az 1875. X., 1893. XVIII-XIX. t.-cz., valamint a kapcsolatos törvényekkel és rendeletekkel s elvi jelentőségű konkrét határozatokkal. Bpest, 1894.
- 1894. évi XII. törvényczikk a mezőgazdaságról és mezőrendőrségről. Kiegészítve az indokolással, a kapcsolatos törvényekkel és rendeletekkel... Bpest, 1895.
- A községi képviselő testület közgyűlési jegyzőkönyveiről. Szeged, 1895.

### Kéziratban
A magyar közigazgatási eljárás (1050 ív) és Machat francia nyelvtana németből ford.